# Real Madrid Club de Fútbol 2019-2020
Questa voce raccoglie le informazioni riguardanti il Real Madrid Club de Fútbol nelle competizioni ufficiali della stagione 2019-2020.

## Stagione
La stagione 2019-2020 per i blancos si apre ufficialmente il 17 agosto con la prima giornata di Liga, che li vede prevalere a domicilio sul campo del Celta Vigo (1-3).
La campagna europea comincia con la netta sconfitta al Parco dei Principi di Parigi contro il Paris Saint-Germain (3-0).
Il 12 gennaio 2020 il Real vince la Supercoppa di Spagna grazie alla vittoria contro i cugini dell'Atletico. 
Il 16 luglio 2020 i Blancos, vincendo il match casalingo della trentaseiesima giornata contro il Villarreal, si aggiudicano il titolo di campione di Spagna per la trentaquattresima volta.

## Maglie e sponsor
Il fornitore ufficiale è Adidas. 
La prima divisa è di colore bianco con inserti oro, la seconda nera e la terza di colore verde acqua. 
Per i portieri di colore giallo con inserti neri la prima divisa.
In occasione della gara di Champions League contro il Manchester City del 7 agosto 2020 i blancos scendono in campo con la divisa away 2020/21. Similmente come avvenuto con i giocatori di movimento, anche i portieri scendono in campo con la prima divisa portiere 2020/21.
| Casa | Trasferta | Trasferta (Agosto 2020) | Terza divisa | 1ª portiere |

## Organigramma societario
Area direttiva
- Presidente: Florentino Pérez
- Vicepresidente: Fernando Fernández Tapias
- Direttore generale: Eduardo Ferrnández de Blas
- Direttore risorse: Enrique Balboa
- Risorse umane: José María García
- Direttore dell'area sociale: José Luis Sánchez
- Direttore di controllo e auditing interno: Carlos Martínez de Albornoz
- Direttore della commissione di consulenza legale: Javier López Farre
- Direttore Fondazione "Real Madrid": Julio González
- Capo del protocollo: Raúl Serrano

Area comunicazione
- Capo di Gabinetto della presidenza: Enrique Sánchez Gonzáles
- Direttore dell'area comunicazione: Antonio Galeano

- Direttore delle relazioni istituzionali: Emilio Butragueño

Area marketing
- Direttore economico: Julio Esquerdeiro
- Direttore commerciale: Begoña Sanz
- Direttore operazioni e servizi: Fernando Tormo

Area tecnica
- Direttore sportivo della sezione calcistica: Antonio Gómez
- Allenatore: Zinédine Zidane
- Assistente allenatore: David Bettoni
- Allenatore dei portieri: Roberto Vázquez
- Preparatore atletico: Javier Mallo
- Preparatore atletico: Gregory Dupont
- Terapista della riabilitazione: José Carlos García Parrales

- Terapista della riabilitazione: Hamidou Msaidie

Area sanitaria
- Medico sociale: Joaquín Mas
- Fisioterapisti: Giovanni Mauri, Javier Mallo
- Match analyst: Antolín Gonzalo Martín
- Allenatore dei portieri: Juan Canales

## Rosa
Rosa aggiornata al 2 settembre 2019.
| N. |                     | Ruolo | Calciatore              |
| -- | ------------------- | ----- | ----------------------- |
| 1  | Francia (bandiera)  | P     | Alphonse Areola         |
| 2  | Spagna (bandiera)   | D     | Daniel Carvajal         |
| 3  | Brasile (bandiera)  | D     | Éder Militão            |
| 4  | Spagna (bandiera)   | D     | Sergio Ramos (capitano) |
| 5  | Francia (bandiera)  | D     | Raphaël Varane          |
| 6  | Spagna (bandiera)   | D     | Nacho                   |
| 7  | Belgio (bandiera)   | A     | Eden Hazard             |
| 8  | Germania (bandiera) | C     | Toni Kroos              |
| 9  | Francia (bandiera)  | A     | Karim Benzema           |
| 10 | Croazia (bandiera)  | C     | Luka Modrić             |
| 11 | Galles (bandiera)   | A     | Gareth Bale             |
| 12 | Brasile (bandiera)  | D     | Marcelo (vice-capitano) |
| 13 | Belgio (bandiera)   | P     | Thibaut Courtois        |

| N. |                            | Ruolo | Calciatore        |
| -- | -------------------------- | ----- | ----------------- |
| 14 | Brasile (bandiera)         | C     | Casemiro          |
| 15 | Uruguay (bandiera)         | C     | Federico Valverde |
| 16 | Colombia (bandiera)        | C     | James Rodríguez   |
| 17 | Spagna (bandiera)          | A     | Lucas Vázquez     |
| 18 | Serbia (bandiera)          | A     | Luka Jović        |
| 19 | Spagna (bandiera)          | D     | Álvaro Odriozola  |
| 20 | Spagna (bandiera)          | A     | Marco Asensio     |
| 21 | Spagna (bandiera)          | C     | Brahim Díaz       |
| 22 | Spagna (bandiera)          | C     | Isco              |
| 23 | Francia (bandiera)         | D     | Ferland Mendy     |
| 24 | Rep. Dominicana (bandiera) | A     | Mariano           |
| 27 | Brasile (bandiera)         | A     | Rodrygo           |
| 28 | Brasile (bandiera)         | A     | Vinícius Júnior   |

## Calciomercato

### Sessione estiva(dall'1/7 al 2/9)
| Acquisti         | Acquisti        | Acquisti              | Acquisti                   |
| R.               | Nome            | da                    | Modalità                   |
| ---------------- | --------------- | --------------------- | -------------------------- |
| P                | Alphonse Areola | Paris Saint-Germain   | prestito                   |
| P                | Andrij Lunin    | Leganés               | fine prestito              |
| D                | Theo Hernández  | Real Sociedad         | fine prestito              |
| D                | Ferland Mendy   | Olympique Lione       | definitivo (48 milioni €)  |
| D                | Éder Militão    | Porto                 | definitivo (50 milioni €)  |
| C                | Mateo Kovačić   | Chelsea               | fine prestito              |
| A                | Borja Mayoral   | Levante               | fine prestito              |
| C                | Martin Ødegaard | Vitesse               | fine prestito              |
| C                | James Rodríguez | Bayern Monaco         | fine prestito              |
| C                | Lucas Silva     | Cruzeiro              | fine prestito              |
| A                | Raúl de Tomás   | Rayo Vallecano        | fine prestito              |
| A                | Eden Hazard     | Chelsea               | definitivo (100 milioni €) |
| A                | Luka Jović      | Eintracht Francoforte | definitivo (60 milioni €)  |
| A                | Rodrygo         | Santos                | definitivo (45 milioni €)  |
| Altre operazioni |                 |                       |                            |
| R.               | Nome            | da                    | Modalità                   |

| Cessioni         | Cessioni        | Cessioni            | Cessioni                  |
| R.               | Nome            | a                   | Modalità                  |
| ---------------- | --------------- | ------------------- | ------------------------- |
| P                | Keylor Navas    | Paris Saint-Germain | definitivo (13 milioni €) |
| P                | Andrij Lunin    | Real Valladolid     | prestito                  |
| D                | Theo Hernández  | Milan               | definitivo (20 milioni €) |
| D                | Sergio Reguilón | Siviglia            | prestito                  |
| D                | Jesús Vallejo   | Wolverhampton       | prestito                  |
| C                | Dani Ceballos   | Arsenal             | prestito                  |
| C                | Mateo Kovačić   | Chelsea             | definitivo (45 milioni €) |
| C                | Marcos Llorente | Atlético Madrid     | definitivo (30 milioni €) |
| C                | Martin Ødegaard | Real Sociedad       | prestito                  |
| A                | Raúl de Tomás   | Benfica             | definitivo (20 milioni €) |
| Altre operazioni |                 |                     |                           |
| R.               | Nome            | a                   | Modalità                  |
| P                | Luca Zidane     | Racing Santander    | prestito                  |
| A                | Jorge de Frutos | Real Valladolid     | prestito                  |

### Sessione invernale(dal 2/1 al 31/1)
| Acquisti | Acquisti | Acquisti | Acquisti |
| R.       | Nome     | da       | Modalità |
| -------- | -------- | -------- | -------- |

| Cessioni | Cessioni | Cessioni | Cessioni |
| R.       | Nome     | a        | Modalità |
| -------- | -------- | -------- | -------- |

## Risultati

### Primera División

#### Girone di andata
| Arbitro: | Javier Estrada Fernández (Comitato catalano) |

|              |           |                                   |
| Losada 90+1’ | Marcatori | 12’ Benzema 61’ Kroos 80’ Vázquez |

| Arbitro: | Pablo Gonzales Fuertes (Comitato asturiano) |

|             |           |               |
| Benzema 82’ | Marcatori | 88’ Guardiola |

| Arbitro: | Jesús Gil Manzano (Comitato estremegno) |

|                         |           |                 |
| Gerard 12’ M. Gómez 74’ | Marcatori | 45+1’, 86’ Bale |

| Arbitro: | Ricardo De Burgos Bengoetxea (Comitato basco) |

|                               |           |                           |
| Benzema 25’, 31’ Casemiro 40’ | Marcatori | 49’ B. Mayoral 75’ Melero |

| Arbitro: | Juan Martínez Munuera (Comitato valenciano) |

|  |           |             |
|  | Marcatori | 64’ Benzema |

| Arbitro: | Antonio Mateu Lahoz (Comitato valenciano) |

|                              |           |  |
| Vinícius Jr. 36’ Rodrygo 72’ | Marcatori |  |

| Madrid 28 settembre 2019, ore 21:00 CEST 7ª giornata | Atlético Madrid                                  | 0 – 0 referto | Real Madrid | Wanda Metropolitano (68.032 spett.)\| Arbitro: \| José Luis González (Comitato castiglianoleonese) \| |
| Arbitro:                                             | José Luis González (Comitato castiglianoleonese) |               |             | |

| Arbitro: | Santiago Jaime Latre (Comitato aragonegno) |

|                                                   |           |                              |
| Benzema 2’ Hazard 46’ Modrić 61’ J. Rodríguez 92’ | Marcatori | 69’ (rig.) Machis 77’ Duarte |

| Arbitro: | Javier Alberola Rojas (Comitato castigliano) |

|         |           |  |
| Lago 7’ | Marcatori |  |

| Barcellona 18 dicembre 2019, ore 20:00 CET 10ª giornata | Barcellona                                             | 0 – 0 referto | Real Madrid | Camp Nou (93.426 spett.)\| Arbitro: \| Alejandro Hernández Hernández (Comitato di Las Palmas) \| |
| Arbitro:                                                | Alejandro Hernández Hernández (Comitato di Las Palmas) |               |             |                                                                                                  |

| Arbitro: | César Soto Grado (Comitato castigliano) |

|                                                                        |           |  |
| Rodrygo 7’ Kroos 8’ S. Ramos 24’ (rig.) Benzema 69’ (rig.) Jović 90+1’ | Marcatori |  |

| Madrid 2 novembre 2019, ore 21:00 CET 12ª giornata | Real Madrid                          | 0 – 0 referto | Real Betis | Santiago Bernabéu (70.375 spett.)\| Arbitro: \| Sánchez Martínez (Comitato murciano) \| |
| Arbitro:                                           | Sánchez Martínez (Comitato murciano) |               |            |                                                                                         |

| Arbitro: | Cordero Vega (Comitato cantabro) |

|  |           |                                                          |
|  | Marcatori | 17’, 29’ (rig.) Benzema 20’ (rig.) S. Ramos 61’ Valverde |

| Arbitro: | Jesús Gil Manzano (Comitato estremegno) |

|                                     |           |            |
| Benzema 37’ Valverde 47’ Modrić 74’ | Marcatori | 2’ W. José |

| Arbitro: | Guillermo Cuadra Fernández (Comitato baleare) |

|                  |           |                           |
| Pérez 65’ (rig.) | Marcatori | 52’ S. Ramos 69’ Carvajal |

| Arbitro: | Santiago Jaime Latre (Comitato aragonegno) |

|                        |           |  |
| Varane 37’ Benzema 79’ | Marcatori |  |

| Arbitro: | José Sánchez Martínez (Comitato murciano) |

|           |           |               |
| Soler 78’ | Marcatori | 90+5’ Benzema |

| Madrid 22 dicembre 2019, ore 21:00 CET 18ª giornata | Real Madrid                      | 0 – 0 referto | Athletic Bilbao | Santiago Bernabéu (71.306 spett.)\| Arbitro: \| Cordero Vega (Comitato cantabro) \| |
| Arbitro:                                            | Cordero Vega (Comitato cantabro) |               |                 |                                                                                     |

| Arbitro: | Juan Martínez Munuera (Comitato valenciano) |

|  |           |                              |
|  | Marcatori | 34’, 53’ Varane 90+6’ Modrić |

#### Girone di ritorno
| Arbitro: | Juan Martínez Munuera (Comitato valenciano) |

|                   |           |             |
| Casemiro 57’, 69’ | Marcatori | 64’ de Jong |

| Arbitro: | Ricardo De Burgos Bengoetxea (Comitato basco) |

|  |           |           |
|  | Marcatori | 78’ Nacho |

| Arbitro: | Javier Estrada Fernández (Comitato catalano) |

|             |           |  |
| Benzema 56’ | Marcatori |  |

| Arbitro: | Jesús Gil Manzano (Comitato estremegno) |

|               |           |                                               |
| U. García 14’ | Marcatori | 33’ Isco 38’ S. Ramos 84’ Vázquez 90+2’ Jović |

| Arbitro: | Javier Alberola Rojas (Comitato castigliano) |

|                               |           |                          |
| Kroos 52’ S. Ramos 65’ (rig.) | Marcatori | 7’ Smolov 85’ Santi Mina |

| Arbitro: | Alejandro Hernández Hernández (Comitato di Las Palmas) |

|             |           |  |
| Morales 79’ | Marcatori |  |

| Arbitro: | Antonio Mateu Lahoz (Comitato valenciano) |

|                                |           |  |
| Vinícius Jr. 71’ Mariano 90+2’ | Marcatori |  |

| Arbitro: | José Luis González (Comitato castiglianoleonese) |

|                      |           |                      |
| Sidnei 40’ Tello 82’ | Marcatori | 45+1’ (rig.) Benzema |

| Arbitro: | Guillermo Cuadra Fernández (Comitato baleare) |

|                                   |           |           |
| Kroos 4’ S. Ramos 30’ Marcelo 37’ | Marcatori | 60’ Bigas |

| Arbitro: | José Sánchez Martínez (Comitato murciano) |

|                              |           |  |
| Benzema 61’, 86’ Asensio 74’ | Marcatori |  |

| Arbitro: | Javier Estrada Fernández (Comitato catalano) |

|            |           |                                 |
| Merino 83’ | Marcatori | 50’ (rig.) S. Ramos 70’ Benzema |

| Arbitro: | Mario Melero López (Comitato andaluso) |

|                               |           |  |
| Vinícius Jr. 19’ S. Ramos 56’ | Marcatori |  |

| Arbitro: | Antonio Mateu Lahoz (Comitato valenciano) |

|  |           |              |
|  | Marcatori | 45’ Casemiro |

| Arbitro: | Juan Martínez Munuera (Comitato valenciano) |

|                     |           |  |
| S. Ramos 79’ (rig.) | Marcatori |  |

| Arbitro: | José Luis González (Comitato castiglianoleonese) |

|  |           |                     |
|  | Marcatori | 73’ (rig.) S. Ramos |

| Arbitro: | Jesús Gil Manzano (Comitato estremegno) |

|                                |           |  |
| Benzema 11’ (rig.) Asensio 50’ | Marcatori |  |

| Arbitro: | Santiago Jaime Latre (Comitato aragonegno) |

|            |           |                       |
| Machís 50’ | Marcatori | 10’ Mendy 16’ Benzema |

| Arbitro: | Alejandro Hernández Hernández (Comitato di Las Palmas) |

|                         |           |            |
| Benzema 29’, 77’ (rig.) | Marcatori | 83’ Iborra |

| Arbitro: | Guillermo Cuadra Fernández (Comitato baleare) |

|                      |           |                         |
| Gil 45+1’ Assalé 78’ | Marcatori | 9’ S. Ramos 52’ Asensio |

### Copa del Rey
| Arbitro: | Mario Melero López (Comitato andaluso) |

|            |           |                                           |
| Romero 57’ | Marcatori | 18’ Bale 62’ (aut.) Góngora 90+2’ B. Díaz |

| Arbitro: | José Luis González (Comitato castiglianoleonese) |

|  |           |                                                    |
|  | Marcatori | 6’ Varane 32’ Vázquez 72’ Vinícius Jr. 79’ Benzema |

| Arbitro: | Antonio Mateu Lahoz (Comitato valenciano) |

|                                     |           |                                       |
| Marcelo 59’ Rodrygo 81’ Nacho 90+3’ | Marcatori | 22’ Ødegaard 54’, 56’ Isak 69’ Merino |

### Champions League

#### Fase a gironi
| Arbitro: | Taylor |

|                                 |           |  |
| Di María 14’, 33’ Meunier 90+1’ | Marcatori |  |

| Arbitro: | Kabakov |

|                        |           |                |
| Ramos 55’ Casemiro 85’ | Marcatori | 9’, 39’ Dennis |

| Arbitro: | Orsato |

|  |           |           |
|  | Marcatori | 18’ Kroos |

| Arbitro: | Zwayer |

|                                                         |           |  |
| Rodrygo 4’, 7’, 90+2’ Ramos 14’ (rig.) Benzema 45’, 81’ | Marcatori |  |

| Arbitro: | Soares Dias |

|                  |           |                        |
| Benzema 17’, 79’ | Marcatori | 81’ Mbappé 83’ Sarabia |

| Arbitro: | Stieler |

|             |           |                                       |
| Vanaken 55’ | Marcatori | 53’ Rodrygo 64’ Vinícius 90+1’ Modrić |

|             | CLB   | GAL   | PSG   | RMA   |
| Club Bruges |       | 0 - 0 | 0 - 5 | 1 - 3 |
| Galatasaray | 5 - 0 |       | 0 - 1 | 0 - 1 |
| Paris SG    | 1 - 0 | -     |       | 3 - 0 |
| Real Madrid | 2 - 2 | 6 - 0 | 2 - 2 |       |

| Squadra             | Pt | G | V | N | P | GF | GS | DG  |
| ------------------- | -- | - | - | - | - | -- | -- | --- |
| Paris Saint-Germain | 16 | 6 | 5 | 1 | 0 | 17 | 2  | +15 |
| Real Madrid         | 11 | 6 | 3 | 2 | 1 | 14 | 8  | +6  |
| Club Bruges         | 3  | 6 | 0 | 3 | 3 | 4  | 12 | -8  |
| Galatasaray         | 2  | 6 | 0 | 2 | 4 | 1  | 14 | -13 |

- Paris Saint-Germain e   Real Madrid qualificate agli ottavi di finale.
- Club Bruges qualificata ai sedicesimi di finale di Europa League.

#### Fase ad eliminazione diretta

##### Ottavi di finale
| Arbitro: | Orsato |

|          |           |                                   |
| Isco 60’ | Marcatori | 78’ G. Jesus 83’ (rig.) De Bruyne |

| Arbitro: | Brych |

|                          |           |             |
| Sterling 9’ G. Jesus 68’ | Marcatori | 28’ Benzema |

### Supercoppa di Spagna
| Arbitro: | Jesús Gil Manzano (Comitato estremegno) |

|                     |           |                               |
| Parejo 90+2’ (rig.) | Marcatori | 15’ Kroos 39’ Isco 65’ Modrić |

| Arbitro: | José Sánchez Martínez (Comitato murciano) |

|                               |                      |                      |
| Carvajal Rodrygo Modrić Ramos | Tiri di rigore 4 – 1 | Saúl Thomas Trippier |

## Statistiche
Statistiche aggiornate al 7 agosto 2020.

### Statistiche di squadra
| Competizione        | Punti | In casa | In casa | In casa | In casa | In casa | In casa | In trasferta | In trasferta | In trasferta | In trasferta | In trasferta | In trasferta | Totale | Totale | Totale | Totale | Totale | Totale | DR  |
| Competizione        | Punti | G       | V       | N       | P       | Gf      | Gs      | G            | V            | N            | P            | Gf           | Gs           | G      | V      | N      | P      | Gf     | Gs     | DR  |
| ------------------- | ----- | ------- | ------- | ------- | ------- | ------- | ------- | ------------ | ------------ | ------------ | ------------ | ------------ | ------------ | ------ | ------ | ------ | ------ | ------ | ------ | --- |
| Liga                | 87    | 19      | 15      | 4       | 0       | 40      | 11      | 19           | 11           | 5            | 3            | 30           | 14           | 38     | 26     | 9      | 3      | 70     | 25     | +45 |
| Coppa del Re        | -     | 1       | 0       | 0       | 1       | 3       | 4       | 2            | 2            | 0            | 0            | 7            | 1            | 3      | 3      | 0      | 0      | 10     | 5      | +5  |
| Champions League    | 11    | 4       | 1       | 2       | 1       | 11      | 6       | 4            | 2            | 0            | 2            | 5            | 6            | 8      | 3      | 2      | 3      | 16     | 12     | +4  |
| Supercopa de España | -     | 0       | 0       | 0       | 0       | 0       | 0       | 2            | 1            | 1            | 0            | 3            | 1            | 2      | 1      | 1      | 0      | 3      | 1      | +2  |
| Totale              | 98    | 24      | 16      | 6       | 2       | 54      | 21      | 26           | 16           | 6            | 5            | 44           | 24           | 51     | 32     | 12     | 6      | 100    | 43     | +57 |

### Andamento in campionato
| Giornata  | 1 | 2 | 3 | 4 | 5 | 6 | 7 | 8 | 9 | 10 | 11 | 12 | 13 | 14 | 15 | 16 | 17 | 18 | 19 | 20 | 21 | 22 | 23 | 24 | 25 | 26 | 27 | 28 | 29 | 30 | 31 | 32 | 33 | 34 | 35 | 36 | 37 | 38 |
| --------- | - | - | - | - | - | - | - | - | - | -- | -- | -- | -- | -- | -- | -- | -- | -- | -- | -- | -- | -- | -- | -- | -- | -- | -- | -- | -- | -- | -- | -- | -- | -- | -- | -- | -- | -- |
| Luogo     | T | C | T | C | T | C | T | C | T | T  | C  | C  | T  | C  | T  | C  | T  | C  | T  | C  | T  | C  | T  | C  | T  | C  | T  | C  | C  | T  | C  | T  | C  | T  | C  | T  | C  | T  |
| Risultato | V | N | N | V | V | V | N | V | P | N  | V  | N  | V  | V  | V  | V  | N  | N  | V  | V  | V  | V  | V  | N  | P  | V  | P  | V  | V  | V  | V  | V  | V  | V  | V  | V  | V  | N  |
| Posizione | 1 | 3 | 5 | 3 | 2 | 1 | 1 | 1 | 2 | 6  | 2  | 2  | 2  | 2  | 2  | 2  | 2  | 2  | 2  | 2  | 1  | 1  | 1  | 1  | 2  | 1  | 2  | 2  | 2  | 1  | 1  | 1  | 1  | 1  | 1  | 1  | 1  | 1  |

Legenda:

Luogo: C = Casa; T = Trasferta. Risultato: V = Vittoria; N = Pareggio; P = Sconfitta.

### Statistiche dei giocatori
Sono in corsivo i giocatori che hanno lasciato il club a stagione in corso.
| Giocatore    | Liga     | Liga | Liga        | Liga       | Coppa del Re | Coppa del Re | Coppa del Re | Coppa del Re | UEFA Champions League | UEFA Champions League | UEFA Champions League | UEFA Champions League | Supercoppa di Spagna | Supercoppa di Spagna | Supercoppa di Spagna | Supercoppa di Spagna | Totale   | Totale | Totale      | Totale     |
| Giocatore    | Presenze | Reti | Ammonizioni | Espulsioni | Presenze     | Reti         | Ammonizioni  | Espulsioni   | Presenze              | Reti                  | Ammonizioni           | Espulsioni            | Presenze             | Reti                 | Ammonizioni          | Espulsioni           | Presenze | Reti   | Ammonizioni | Espulsioni |
| ------------ | -------- | ---- | ----------- | ---------- | ------------ | ------------ | ------------ | ------------ | --------------------- | --------------------- | --------------------- | --------------------- | -------------------- | -------------------- | -------------------- | -------------------- | -------- | ------ | ----------- | ---------- |
| A. Areola    | 4        | -3   | 1           | 0          | 3            | -5           | 0            | 0            | 2                     | -1                    | 0                     | 0                     | 0                    | -0                   | 0                    | 0                    | 9        | -9     | 1           | 0          |
| M. Asensio   | 9        | 3    | 0           | 0          | 0            | 0            | 0            | 0            | 1                     | 0                     | 0                     | 0                     | 0                    | 0                    | 0                    | 0                    | 10       | 3      | 0           | 0          |
| G. Bale      | 16       | 2    | 4           | 1          | 1            | 1            | 0            | 0            | 3                     | 0                     | 0                     | 0                     | 0                    | 0                    | 0                    | 0                    | 20       | 3      | 4           | 1          |
| K. Benzema   | 37       | 21   | 0           | 0          | 3            | 1            | 0            | 0            | 8                     | 5                     | 0                     | 0                     | 0                    | 0                    | 0                    | 0                    | 48       | 27     | 0           | 0          |
| D. Carvajal  | 31       | 1    | 10          | 0          | 2            | 0            | 0            | 0            | 7                     | 0                     | 1                     | 0                     | 2                    | 0                    | 1                    | 0                    | 42       | 1      | 12          | 0          |
| Casemiro     | 35       | 4    | 11          | 0          | 1            | 0            | 0            | 0            | 8                     | 1                     | 1                     | 0                     | 2                    | 0                    | 1                    | 0                    | 46       | 5      | 13          | 0          |
| T. Courtois  | 34       | -20  | 1           | 0          | 0            | 0            | 0            | 0            | 7                     | -11                   | 0                     | 0                     | 2                    | -1                   | 0                    | 0                    | 43       | -32    | 1           | 0          |
| B. Díaz      | 6        | 0    | 1           | 0          | 3            | 1            | 0            | 0            | 1                     | 0                     | 0                     | 0                     | 0                    | 0                    | 0                    | 0                    | 10       | 1      | 1           | 0          |
| E. Hazard    | 16       | 1    | 0           | 0          | 0            | 0            | 0            | 0            | 6                     | 0                     | 1                     | 0                     | 0                    | 0                    | 0                    | 0                    | 22       | 1      | 1           | 0          |
| Isco         | 23       | 1    | 2           | 0          | 1            | 0            | 0            | 0            | 4                     | 1                     | 0                     | 0                     | 2                    | 1                    | 0                    | 0                    | 30       | 3      | 2           | 0          |
| L. Jović     | 17       | 2    | 2           | 0          | 3            | 0            | 0            | 0            | 5                     | 0                     | 0                     | 0                     | 2                    | 0                    | 0                    | 0                    | 27       | 2      | 2           | 0          |
| T. Kroos     | 35       | 4    | 2           | 0          | 2            | 0            | 0            | 0            | 6                     | 1                     | 1                     | 0                     | 2                    | 1                    | 0                    | 0                    | 45       | 6      | 3           | 0          |
| Marcelo      | 15       | 1    | 2           | 0          | 3            | 1            | 0            | 0            | 4                     | 0                     | 1                     | 0                     | 1                    | 0                    | 0                    | 0                    | 23       | 2      | 3           | 0          |
| Mariano      | 5        | 1    | 1           | 0          | 0            | 0            | 0            | 0            | 0                     | 0                     | 0                     | 0                     | 2                    | 0                    | 0                    | 0                    | 7        | 1      | 1           | 0          |
| B. Mayoral   | 0        | 0    | 0           | 0          | 0            | 0            | 0            | 0            | 0                     | 0                     | 0                     | 0                     | 0                    | 0                    | 0                    | 0                    | 0        | 0      | 0           | 0          |
| F. Mendy     | 25       | 1    | 8           | 1          | 0            | 0            | 0            | 0            | 5                     | 0                     | 0                     | 0                     | 2                    | 0                    | 1                    | 0                    | 32       | 1      | 9           | 1          |
| E. Militão   | 15       | 0    | 3           | 0          | 2            | 0            | 1            | 0            | 3                     | 0                     | 0                     | 0                     | 0                    | 0                    | 0                    | 0                    | 20       | 0      | 4           | 0          |
| L. Modrić    | 31       | 3    | 7           | 1          | 1            | 0            | 0            | 0            | 6                     | 1                     | 3                     | 0                     | 2                    | 1                    | 1                    | 0                    | 40       | 5      | 11          | 1          |
| Nacho        | 6        | 1    | 1           | 0          | 3            | 1            | 0            | 0            | 1                     | 0                     | 0                     | 0                     | 0                    | 0                    | 0                    | 0                    | 10       | 2      | 1           | 0          |
| K. Navas     | 0        | -0   | 0           | 0          | 0            | -0           | 0            | 0            | 0                     | -0                    | 0                     | 0                     | 0                    | -0                   | 0                    | 0                    | 0        | -0     | 0           | 0          |
| Á. Odriozola | 4        | 0    | 2           | 1          | 0            | 0            | 0            | 0            | 1                     | 0                     | 0                     | 0                     | 0                    | 0                    | 0                    | 0                    | 5        | 0      | 2           | 1          |
| S. Ramos     | 35       | 11   | 10          | 0          | 2            | 0            | 0            | 0            | 5                     | 2                     | 0                     | 1                     | 2                    | 0                    | 0                    | 0                    | 44       | 13     | 10          | 1          |
| J. Rodríguez | 8        | 1    | 1           | 0          | 3            | 0            | 0            | 0            | 2                     | 0                     | 0                     | 0                     | 1                    | 0                    | 0                    | 0                    | 14       | 1      | 1           | 0          |
| Rodrygo      | 19       | 2    | 0           | 0          | 1            | 1            | 0            | 0            | 5                     | 4                     | 0                     | 0                     | 1                    | 0                    | 0                    | 0                    | 26       | 7      | 0           | 0          |
| F. Valverde  | 32       | 2    | 1           | 0          | 4            | 0            | 0            | 0            | 5                     | 0                     | 2                     | 0                     | 2                    | 0                    | 1                    | 1                    | 43       | 2      | 4           | 1          |
| R. Varane    | 32       | 3    | 2           | 0          | 1            | 1            | 0            | 0            | 8                     | 0                     | 1                     | 0                     | 2                    | 0                    | 0                    | 0                    | 43       | 4      | 3           | 0          |
| L. Vázquez   | 18       | 2    | 1           | 0          | 1            | 1            | 0            | 0            | 4                     | 0                     | 0                     | 0                     | 0                    | 0                    | 0                    | 0                    | 23       | 3      | 1           | 0          |
| Vinícius Jr. | 29       | 3    | 4           | 0          | 3            | 1            | 1            | 0            | 5                     | 1                     | 1                     | 0                     | 1                    | 0                    | 0                    | 0                    | 38       | 5      | 6           | 0          |